# Lower Holloway
Lower Holloway est un quartier du nord de Londres (Royaume-Uni) situé dans le borough d'Islington. Il constitue une la partie sud de la localité de Holloway, la partie nord étant couverte par le quartier d'Upper Holloway (en).

## Transport
La route A103 relie Lower Holloway à Hornsey (district de Haringey).